# Yasuhikotakia sidthimunki
La locha enana, locha ajedrezada o locha encadenada (Ambastaia sidthimunki) es un pez actinopterigio de la familia Cobitidae originario del Asia.

## Hábitat natural
Sureste de Asia, principalmente se la encuentra en los ríos Chao Phraya y Mekong. En Tailandia es Especie protegida. Suele merodear los fondos no muy profundos de espejos de agua fangosos en busca de pequeños gusanos, larvas y crustáceos. Según la Lista Roja del IUCN su Estado de conservación es en Peligro.

## Morfología
Posee el aspecto característico de las botias. Cuerpo ahusado, sin escamas, recto en la parte inferior. Tiene cuatro pares de barbilones y una especie de espina eréctil, como casi todos los peces de la familia Cobitidae, la cual utiliza como defensa. Es común que quede enganchada en la red al tratar de retirarla del acuario. De color amarillento iridiscente o dorado, con manchas que recorren todo el largo de su cuerpo, las cuales recuerdan los eslabones de una cadena, de ahí su nombre común. Las aletas en general son transparentes, aunque en los adultos, también suelen mostrar estos dibujos características. Es la especie más pequeña de su género.

## Alimentación
Pez omnívoro. Toma toda clase de alimento vivo: daphnias, larvas de mosquito, pequeños gusanos, tubifex y artemia salina adulta serán de su agrado. También acepta alimento balanceado en hojuelas de los que se venden en comercios del ramo. No deberá faltarle algún tipo de suplemento vegetal, si es que no tiene plantas naturales disponibles a su alrededor. Como la mayoría de las botias, tiene especial preferencia por los caracoles, motivo por el cual, se emplean muchas veces para eliminar este tipo de plaga, tan común en los acuarios domésticos.

## Comportamiento
Muy pacífico pero activo a la vez. Es común que se desplace en grupos por la zona media y baja del acuario en busca de alimento o removiendo la grava. Ya que se trata de un pez gregario, conviene mantenerlas en cardúmenes de entre 5 y 7 ejemplares. Al igual que la Locha payaso, a veces es común verla dormir de costado, lo cual puede hacer creer que está muerta. También suele emitir una especie de bostezo. No se sabe con exactitud a que se debe este tipo de comportamiento.

## Acuario apropiado
De 60 L como mínimo, aunque en general se aconseja de mayor tamaño, ya que además de sus vecinos comunitarios es menester mantenerlas en cardumen, tal como se explica más arriba. La grava será suave y sin filos ni elementos cortantes, debido a que, como no posee escamas, se hace vulnerable a producirse heridas en el cuerpo o en los barbilones, puesto que acostumbra remover el fondo en busca de alimento; además de tener troncos y plantas donde pueda hallar refugio. Las condiciones ideales del agua serían:  pH neutro o levemente ácido, de 6 y 7,  temperatura aproximada de entre 24 °C y 28 °C, dureza no mayor a los 8 dGH.

## Reproducción
Desconocida. Se supone que podría llegar a obtenerse a través de inyección de hormonas, tal como ocurre con el Labeo bicolor. Sin embargo, estos datos específicos parecieran ser un secreto comercial cuidadosamente protegido.

## Expectativa de vida
Alrededor de 10 años.